# 가와노보리촌
가와노보리촌(川登村)은 오이타현 오노군에 있던 촌이다. 현재의 하쿠산시의 일부에 해당한다.